# Lotus norvegicus
Lotus norvegicus är en ärtväxtart som först beskrevs av Chrtkova, och fick sitt nu gällande namn av Miniaev. Lotus norvegicus ingår i släktet käringtänder, och familjen ärtväxter. Inga underarter finns listade i Catalogue of Life.